# St. Justina in Prazöll

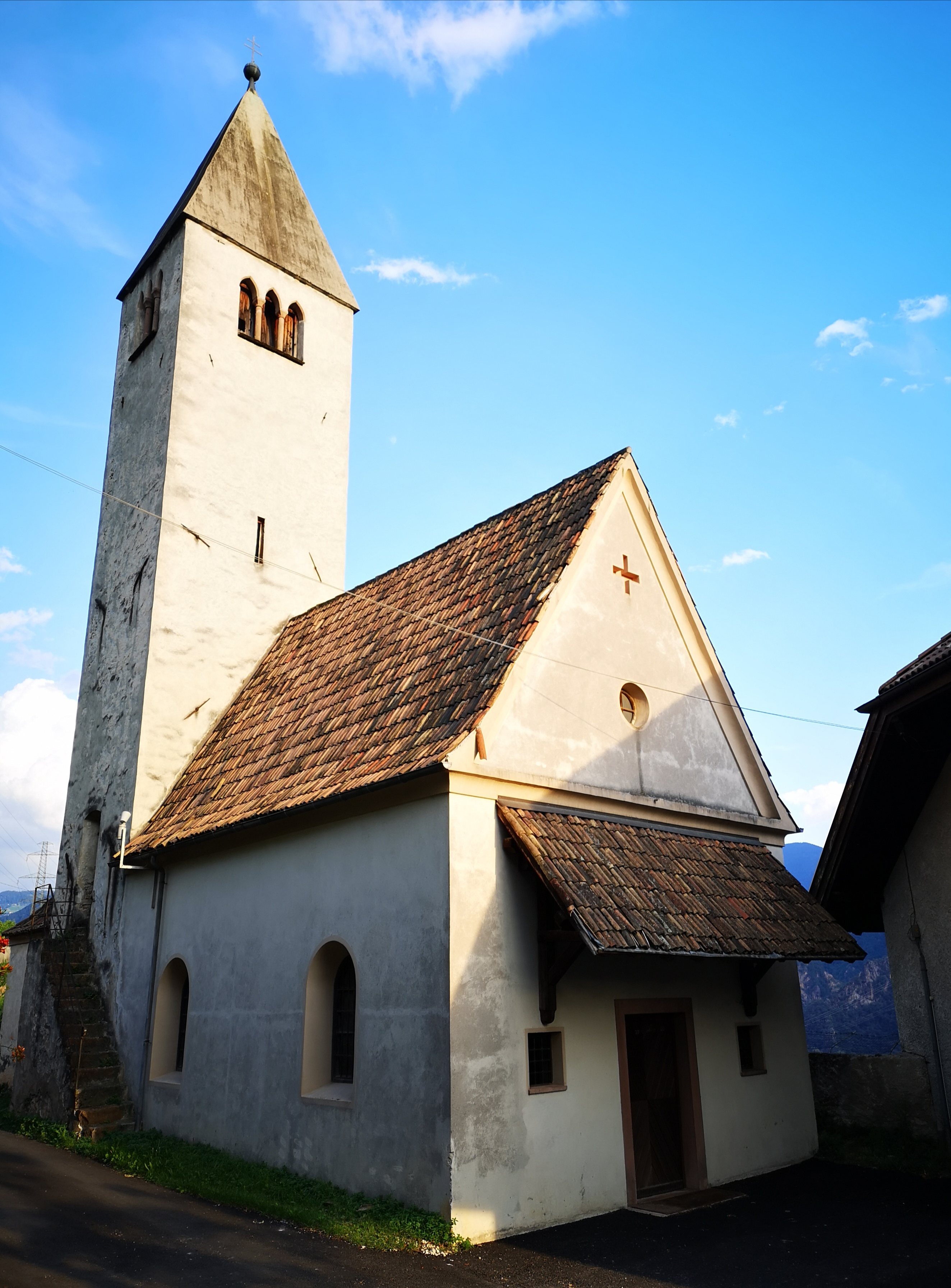
St. Justina von Nordwesten

St. Justina in Prazöll ist eine spätmittelalterliche Kirche, die im Weiler St. Justina, einst Teil der Landgemeinde Zwölfmalgreien und heute der Stadtgemeinde Bozen, entlang der Straße auf den Ritten gelegen ist.
Der schlichte spätromanische Bau wurde im frühen 13. Jahrhundert (Erstnennung 1207: „sancta Justina“) mit geradem Chorschluss, Spitztonne, Rechtecktür und Rundbogenfenstern errichtet. Der Kirchturm weist Triforienöffnungen und eine gemauerte Spitzpyramide auf. Unter den Wandmalereien im Kircheninneren befindet sich eine Darstellung der hl. Ursula mit ihren Jungfrauen. Das Gesamttiroler Urbar Graf Meinhards II. von 1288 verzeichnet landesfürstlichen Besitz „ze sand Justein“, das zum Amt Gries gerechnet wird. In der Landgerichtsordnung von Gries-Bozen aus dem Jahr 1487 erscheint mit Ulrich Zwigkh ein eigener Viertelhauptmann „zu sand Justein“, der zugleich als landesfürstlicher Steuereinnehmer fungiert.
Die Kirche wurde nach den Bombenschäden des Zweiten Weltkriegs 1954 in den alten Formen neu errichtet. 